# Introducción a la filosofía
Introducción a la filosofía es un libro escrito por Luis Cuéllar Bassols y José María Rovira Martínez que presenta la historia de la filosofía de una manera didáctica. Fue publicado por S. A. Casals en 1977. Es utilizado como libro de texto en España y Uruguay y ha sido traducido al catalán.[cita requerida]

## Contenido
Introducción a la filosofía fue escrito por los profesores españoles Cuéllar Bassols y Rovira Martínez. Incluye la historia de la filosofía desde su nacimiento en la Antigua Grecia del siglo VI a. C. hasta los filósofos del siglo XX como Henri Bergson entre otros. Utiliza como hilo argumental las preguntas que el ser humano se ha ido haciendo a lo largo de la historia sobre el significado de las cosas, de su mundo, del universo y de su propia existencia. Incluyendo, en algunos casos, motivaciones socioeconómicas. El texto expone también la relación entre la ciencia la filosofía y la religión. Al tratarse de un texto didáctico incluye imágenes, gráficas, ejemplos y ejercicios, y abarca temas como lógica proposicional y silogismos, entre otros.

## Uso como libro de texto
Fue aprobado por el Ministerio de Educación y Cultura de España como libro de referencia educativa por la orden 18344 del 6 de junio de 1977. También fue parte del programa oficial de enseñanza secundaria de filosofía en Uruguay.